# 馮敏昌
馮敏昌（1741年—1806年），字伯求，號魚山，廣東欽州（今屬廣西钦州）大寺镇马岗村人。壯族，清朝政治人物，進士出身。
乾隆三十年（1765年）春，翁方綱按試廉郡，見馮敏昌之文章，於是選其為拔貢，入國子監。乾隆四十三年（1778年）登戊戌科進士，選翰林院庶吉士，散館授編修，改刑部主事，著有《華山小志》，《河陽金石錄》，《小羅浮草堂詩文集》等。曾撰《孟縣誌》。

## 延伸阅读
[在维基数据编辑]
 《清史稿·卷485》，出自趙爾巽《清史稿》